# Navegación loxodrómica

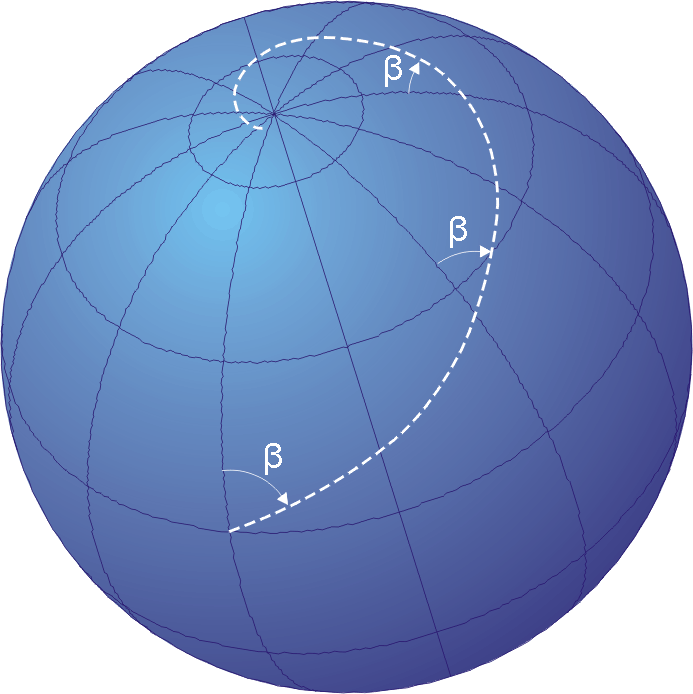
Loxodromia = navegación a rumbo constante.

Navegación loxodrómica alude a la loxodromia (del griego λοξóς -oblicuo- y δρóμος -carrera, curso-), es decir, a la curva que constituye sobre la superficie de la Tierra un mismo ángulo al hacer intersecar todos los meridianos, sirviendo de este modo para mantener un rumbo constante al navegar.

Cuando se navega sobre la superficie esférica con un mismo rumbo ({\displaystyle \beta }) en la figura, se describe una espiral que conduce inexorablemente al polo norte para rumbos comprendidos entre 270° a 90° y al polo sur para rumbos de 90° a 270°.
En una carta náutica mercatoriana, un rumbo loxodrómico aparece como una línea recta.